# ناحیه لیورپول، شهرستان فولتن، ایلینوی
ناحیه لیورپول (به انگلیسی: Liverpool Township) یک منطقهٔ مسکونی در ایالات متحده آمریکا است که در شهرستان فولتن، ایلینوی واقع شده‌است. ناحیه لیورپول ۱۷۲ متر بالاتر از سطح دریا واقع شده‌است.